# Odilon vermist
Odilon vermist is het 273e stripverhaal van Jommeke. De reeks wordt getekend door Studio Jef Nys. Het album verscheen op 4 februari 2015.

## Personages
- Jommeke, Flip, Filiberke, Boemel, Odilon van Piependale en Elodie van Stiepelteen.

## Verhaal
Het verhaal begint op een vrijdag de dertiende. Odilon heeft geen pech, maar geluk. Hij heeft gewonnen met de lotto. Met dat geld zou hij op wereldreis willen. Maar ook lekker genieten op restaurant, een Rolls-Royce kopen en ook deelnemen aan een cruise naar de Maagdeneilanden. Elodie zou het geld willen besteden aan het kasteel, dat al jaren aan een nodige opknapbeurt toe is. Odilon vindt dit geen goed idee. Hij wil liever genieten en profiteren van het leven in plaats van thuis te zitten. Er ontstaat een ruzie en Odilon verlaat geërgerd het kasteel en gaat op café.
Na enkele glaasjes bubbels te veel gedronken te hebben, lucht hij al brabbelend zijn hart bij andere cafébezoekers. Hij vertelt dat hij veel geld gewonnen heeft. Omdat Odilon te dronken is besluiten de nieuwe kennissen hem richting zijn kasteel te brengen, maar voor ze aankomen denkt Helmut, een zangtalent uit Tirol, een boosaardig plan uit.
De volgende morgen belt Elodie naar Jommeke. Odilon is spoorloos verdwenen en gravin Elodie is in alle staten. Jommeke, Flip en Filiberke starten meteen een zoektocht. Het enige wat ze weten te achterhalen, is dat Odilon is meegegaan met een Tirools gezin. Intussen is Odilon weer bij zijn positieven en is meteen nuchter wanneer hij beseft dat hij ontvoerd is. Hij is ontvoerd door de familie Nachtigall uit Kufstein.
De postbode brengt een brief waarin staat dat de ontvoerders al het geld eisen, in ruil voor Odilon. Filiberke merkt op dat de postzegel is afgestempeld in Oostenrijk. De rest kan hij niet ontcijferen. Even later weet Filiberke, die zich gedraagt als de grote speurder Sherlock Holmes, in een achtergelaten vuilniszak een kaartje te vinden met adresgegevens. Er staat op: Bäckerei der Glücksklee Kufstein. Dit wordt al vlug in verband gebracht met de postzegel. Jommeke, Flip en Filiberke besluiten om meteen naar Tirol te reizen. Onwetend vragen ze daar zelfs naar informatie rond Odilon aan de broer Heinz van de ontvoerder Helmut Nachtigall. Er is enig argwaan en met de vliegende bol wordt de broer gevolgd. Heinz, brengt intussen verslag uit bij zijn broer Helmut.
De volgende nacht geraakt Flip bij Odilon. Jommeke wordt ingelicht. Omwille van diepe afgronden en scherpe rotsen is de gevaarlijke toegankelijke locatie waar Odilon wordt vastgehouden moeilijk te bereiken. Daarom wordt met gebruik van de vliegende bol Filiberke in de buurt gedropt. Snel is Odilon vrij en samen gaan ze op de vlucht met de brommer van Heinz. Helaas wordt de ontsnapping ook snel ontdekt. De brommer heeft amper enkele druppels benzine in de tank en zo zijn Odilon en Filiberke genoodzaakt zich te verschuilen in een verlaten ruïne van een oud kasteel. Flip brengt Jommeke meteen op de hoogte. Helaas zorgt een bende kraaien ervoor dat ook Helmut door krijgt waar Odilon zich bevindt. Wanneer Jommeke bij de ruïne aankomt zijn Odilon en Filiberke in de handen gevallen van Helmut. Jommeke bedenkt een plannetje waardoor de aandacht van Helmut even verslapt. De daaropvolgende schermutseling en een rotte plankenvloer heeft tot gevolg dat de tegenstanders zijn uitgeteld.
Tot slot komt Helmut tot inkeer en Odilon kan huiswaarts keren. Nu blijkt dat Elodie het lootje is kwijtgespeeld. Odilon vindt dit niet meer erg. Het heeft immers toch alleen maar voor ellende gezorgd. Het verhaal eindigt met de woorden: Geld maakt niet altijd gelukkig.

## Achtergronden bij het verhaal
- Kufstein is een kleine, maar bekende vestingstad gelegen in het noorden van de Oostenrijkse deelstaat Tirol.
- In het verhaal wordt Fifi niet ten tonele gebracht. Op de cover van het album is Fifi wel te zien.
- Odilon van Piependale is al eerder het slachtoffer geweest van een ontvoering, namelijk in album 96, Paniek rond Odilon.
- Dit is het eerste verhaal verschenen in 2015. In dit jaar bestaat Jommeke 60 jaar.